# 巨兵长城传
《巨兵长城传》是2019年，由中國两点十分动漫製作的動畫作品，由优酷、两点十分、电动画联合出品。2019年1月19日於优酷视频、卡酷少儿同步首播，後續還登陸了愛奇藝、騰訊、哔哩哔哩和芒果TV等多個平台。

## 簡介
《巨兵长城传》為一部三维动物题材冒险动画片，讲述了一只被食草动物收养的狼小野的故事。一心梦想着成为将神的小野，带着能召唤巨兵力量的兵符，与失忆的帝印守护者洗月、蘆蘆族王子冰流踏上了寻找将神的冒险之旅。一路上，他们对抗着想要夺取能召唤十万巨兵的帝印、用以控制世界的王刹军，也因此卷入关乎世界安危的巨大阴谋。作品中融入了許多中国特色的自然场景，包括桂林山水、藏式建筑、开封古都等。

## 設定
由黑峰、白辰、青水、金沙四国组成的天下，被十万巨兵组成的长城守护着，如果指挥巨兵的帝印落入恶人之手，世界就会瞬间被摧毁。

### 主要角色
| 角色           | 大陆配音 | 簡介 |
| 小野           | 苏尚卿   | 年龄：12 种族：白狼 幽默乐观、积极向上，从小立志成为将神，苦苦练刀法，热衷挖陷阱...是非常勇敢且爱冒险的小男子汉。                              |
| 夜晴洗月       | 朱蓉蓉   | 年龄：12 种族：猫族，白辰公主 虽然肩负守护帝印的重任，仍然对世界充满好奇和探索欲，是活泼而努力的元气少女。                                     |
| 芦芦冰流       | 文森     | 年龄：12 种族：兔族，青水王族芦芦族王子 冷酷的外表下有一颗温暖的心，王子出身的他，不认可族人固步自封的保守理念，想通过自己的力量改变王族现状。 |
| 鹿长老（鹿娘） | 蔡娜     | 年龄：38 种族：鹿族，牧云村长老 小野的養母，是一名智者，溫柔賢慧，同時是牧云村中知识最渊博的人。                                               |

## 外部連結
- 巨兵长城传 两点十分动漫 （页面存档备份，存于） (官方頁面)
- 豆瓣电影上《巨兵长城传》的資料 （简体中文）